# Fähre (Galerie)
Die Fähre ist eine städtische Kunstgalerie in Bad Saulgau im Landkreis Sigmaringen in Oberschwaben. Sie wurde 1947 auf Initiative der französischen Besatzungsmacht vom damaligen Gouverneur Coup de Fréjac gemeinsam mit dem Saulgauer Landrat Karl-Anton Maier und dem Sprachforscher Josef Karlmann Brechenmacher als „Centre d`Information“ gegründet. Sie sollte nach der NS-Diktatur mittels Kunst und Kultur zur Demokratisierung der Deutschen sowie der Aussöhnung der ehemaligen „Erbfeinde“ beitragen. Unter dem symbolträchtigen Namen „Museum – Die Fähre“ entstand ein Ort der Bildung und Begegnung, der in den folgenden Jahren vor allem als Galerie bekannt wurde.

## Ausstellungen
Schon früh zeigte die „Fähre“ mit Emil Nolde, Paul Klee und Otto Dix bedeutende Vertreter der Klassischen Moderne. In den frühen 1960er Jahren öffnete sie sich der Konkreten Kunst. Daneben war die „Fähre“ immer auch Forum der regionalen Kunst, in dem ehemals verfemte Künstler wie Wilhelm Geyer, Hans Gassebner oder Karl Caspar eine neue Heimat fanden. Außerdem war sie Ausgangspunkt des 1952 erstmals vergebenen und mit 10.000 DM dotierten Oberschwäbischen Kunstpreises. Zu den Höhepunkten zählen die Ausstellungen „Hans Purrmann“ (1950), „Konkrete Kunst“ (1960, in Zusammenarbeit mit Max Bill), „HAP Grieshaber“ (1979, Hommage zum 70. Geburtstag), „Moderne und Gegenwart in der Sammlung Würth“ (1997) mit Arbeiten von Max Beckmann, Marc Chagall, Alexej von Jawlensky, Pablo Picasso oder große Retrospektiven der Fotografinnen Herlinde Koelbl (2010) und Karin Székessy (2017).
Die über 70-jährige Ausstellungstradition hat die „Fähre“ zu einem festen Bestandteil der süddeutschen Kunstlandschaft gemacht. Wie kaum eine andere Galerie in Oberschwaben hat sie in diesen Jahren die Entwicklung der Klassischen Moderne und zeitgenössischen Kunst des Südwestens in über 400 Ausstellungen nahezu umfassend dokumentiert (Wilhelm Geyer 1947, Otto Dix 1953, Erich Heckel 1958, Max Ackermann 1959, Willi Baumeister 1961, Anton Stankowski 1973, Gottfried Garf 1975, Willi Baumeister 1979, Emil Kiess 1981 und 2015, Rudolf Wachter 2000, Werner Pokorny 2001, Robert Schad 2019, Willi Siber 2024 u. v. a.).
Aus Anlass seines 50. Todestages erinnert die „Fähre“ im Jahr 2018 erneut an den eng mit ihrer frühen Geschichte verbundenen Wilhelm Geyer als einen der prägenden Künstler des 20. Jahrhunderts im deutschen Südwesten und Erneuerer der sakralen Kunst, der selbst auch maßgeblichen Anteil am Zustandekommen des Oberschwäbischen Kunstpreises hatte.
Über 70 Jahre hatte die „Fähre“ nur zwei Galerieleiter: Dem seit 1954 zuständigen Bruno Effinger, der das Programm bis 1992 verantwortete, war die Leitung im Jahr 1960 offiziell übertragen worden. Nach einer Übergangszeit hat 1994 Andreas Ruess das Amt übernommen (bis 2024).

## Altes Kloster
Seit 2010 befindet sich die „Fähre“ im Alten Kloster, einem ehemaligen Franziskanerkloster aus dem 17. Jahrhundert. Hier ist auch die städtische Sammlung „Kunst in Oberschwaben seit 1900“ untergebracht, die aus der langjährigen Ausstellungstradition der „Fähre“ hervorgegangen ist. Mit repräsentativen Arbeiten von Jakob Bräckle über Maria Caspar-Filser und Hans Purrmann bis Rudolf Wachter bietet diese Sammlung einen Überblick über das Kunstschaffen zwischen Ulm und Bodensee in den vergangenen 100 Jahren.